# Ted Dewan
Ted Dewan (Boston, 4 settembre 1961) è uno scrittore e illustratore britannico nato negli Stati Uniti.
È meglio conosciuto come il creatore della pluripremiata serie di libri, Bing, ora adattata in una serie animata.

## Biografia
Dewan è nato a Boston ed è cresciuto a Lexington, Massachusetts, primo figlio del fisico Dr Edmond M Dewan e della studiosa e avvocato Karen Dean-Smith. È cresciuto con suo fratello Brian Dewan, musicista e artista, entrambi i fratelli avevano aspirazioni musicali e artistiche sin dalla giovane età. Ha studiato ingegneria e musica elettronica alla Brown University, Rhode Island con il suo mentore, l'autore e illustratore David Macaulay, prima di lavorare per cinque anni come insegnante di fisica alla Milton Academy. Oltre alle sue mansioni di insegnante di scienze alla Milton Academy, Dewan ha diretto vari spettacoli musicali tra cui una band pop studentesca satirica itinerante.
Si trasferì a Londra dove iniziò a guadagnarsi da vivere come illustratore e fumettista a tempo pieno, disegnando per giornali britannici tra cui The Times (e Times Educational Supplement), The Guardian, The Independent e The Daily Telegraph. Si è inoltre esibito in un atto di fisarmonica solista nel circuito della commedia londinese, ricevendo recensioni contrastanti e "incomprese" in luoghi come The Comedy Store e Hackney Empire. Dopo pochi anni dal trasferimento a Londra, ha incontrato Helen Cooper, un'altra illustratrice e scrittrice per bambini. I due hanno una figlia.
Dewan e Cooper si trasferirono da Londra a Oxford, dove Dewan lavorò a stretto contatto con la David Fickling Books, l'editore originale dei libri di Bing. Il suo trasferimento a Oxford ha visto anche l'inizio di un progetto pilota di otto anni per trasformare la sua strada residenziale nell'unico progetto di riprogettazione fai-da-te del Regno Unito progettato e costruito interamente dai suoi residenti con la guida e il finanziamento di Sustrans, con sede a Bristol. Nel 2002 gli è stata affidata la gestione del capanno dello scrittore Philip Pullman, a patto che al suo interno avrebbe potuto aver luogo solo il lavoro creativo e che il capannone avrebbe dovuto essere ceduto liberamente a un altro produttore al termine del contratto. Il capannone è ormai affidato ad un altro autore.
Divorziato nel 2018, Dewan ora vive a Brixton, Londra, dove lavora principalmente nell'animazione televisiva per bambini.